# Национальная энциклопедия «Кыргызстан»
Национальная энциклопедия «Кыргызстан» (кирг. «Кыргызстан» улуттук энциклопедиясы) — универсальное энциклопедическое издание на киргизском языке, выпущенная в 2006—2015 годах.
В 2000 году указом президента был издан первый том Национальной энциклопедии Кыргызстана. Она состоит из семи основных томов и дополнительного тома. Тираж каждого тома — 5 тыс. экземпляров. Издатель — Центр государственного языка и энциклопедии.

## Список томов
- «Кыргызстан» улуттук энциклопедия = Национальная энциклопедия «Кыргызстан». А — Базаркоргон (киргиз.) / под ред. У. А. Асанова. — Бишкек: Мамлекеттик тил жана энциклопедия борбору, 2006. — Т. 1. — 688 с. — ISBN 9789967433779.
- «Кыргызстан» улуттук энциклопедия = Национальная энциклопедия «Кыргызстан». Базаркоргон району — Гяуров (киргиз.) / под ред. У. А. Асанова. — Бишкек: Мамлекеттик тил жана энциклопедия борбору, 2007. — Т. 2. — 688 с. — ISBN 9789967140554.
- «Кыргызстан» улуттук энциклопедия = Национальная энциклопедия «Кыргызстан». Д — «Калевипоэг» (киргиз.) / под ред. У. А. Асанова. — Бишкек: Мамлекеттик тил жана энциклопедия борбору, 2011. — Т. 3. — 784 с. — ISBN 9789967140745.
- «Кыргызстан» улуттук энциклопедия = Национальная энциклопедия «Кыргызстан». Каледон бүктөлүшү — Кяхта келишими (киргиз.) / под ред. У. А. Асанова. — Бишкек: Мамлекеттик тил жана энциклопедия борбору, 2012. — Т. 4. — 832 с. — ISBN 9789967141049.
- «Кыргызстан» улуттук энциклопедия = Национальная энциклопедия «Кыргызстан». Л — Ө (киргиз.) / под ред. У. А. Асанова. — Бишкек: Мамлекеттик тил жана энциклопедия борбору, 2011. — Т. 5. — 816 с. — ISBN 9789967141117.
- «Кыргызстан» улуттук энциклопедия = Национальная энциклопедия «Кыргызстан». П — Ткандар (киргиз.) / под ред. У. А. Асанова. — Бишкек: Мамлекеттик тил жана энциклопедия борбору, 2014. — Т. 6. — 816 с. — ISBN 9789967141179.
- «Кыргызстан» улуттук энциклопедия = Национальная энциклопедия «Кыргызстан». Тобол — Я (киргиз.) / под ред. У. А. Асанова. — Бишкек: Мамлекеттик тил жана энциклопедия борбору, 2015. — Т. 7. — 832 с. — ISBN 9789967141254.
- «Кыргызстан» улуттук энциклопедия = Национальная энциклопедия «Кыргызстан». Дополнительный том (киргиз.) / под ред. У. А. Асанова. — Бишкек: Мамлекеттик тил жана энциклопедия борбору, 2015. — Т. 8. — 643 с. — ISBN 9789967141339.